# Lesperon

Lesperon este o comună în departamentul Landes din sud-vestul Franței. În 2009 avea o populație de 993 de locuitori.

## Evoluția populației
| An        | 1975  | 1982  | 1990 | 1999 | 2006 | 2009 |
| --------- | ----- | ----- | ---- | ---- | ---- | ---- |
| Populație | 1.020 | 1.016 | 996  | 864  | 939  | 993  |